# 托爾瓦湖
62°16′50″N 31°29′21″E / 62.28056°N 31.48917°E

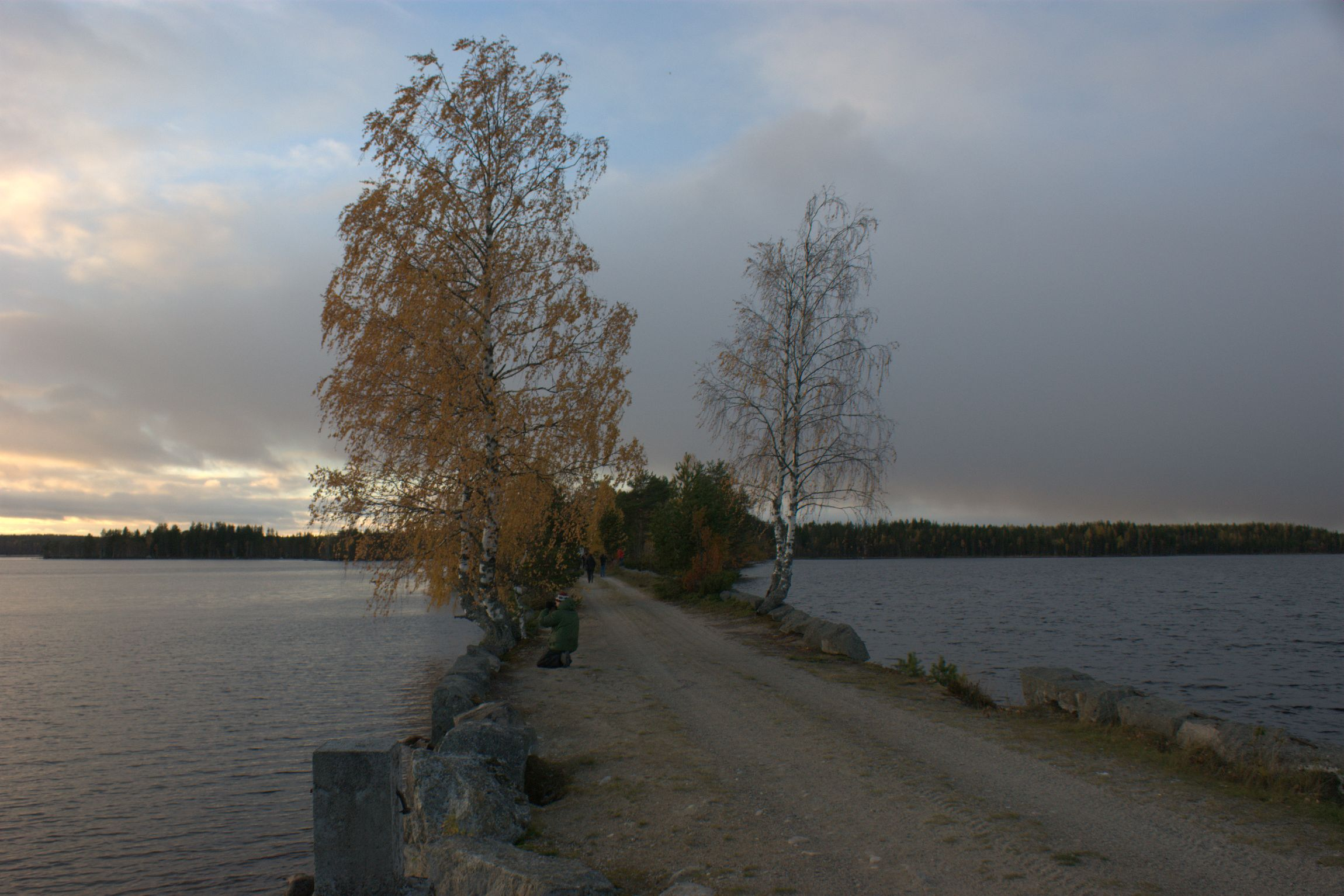

托爾瓦湖（俄语：Толваярви），是俄羅斯的湖泊，位於該國西北部，由卡累利阿共和國負責管轄，長5.8公里、寬2公里，面積8.5平方公里，海拔高度174米，湖岸線長度15公里，集水區面積45.5平方公里，平均水深4米，最大水深10米。